# La Petite Sirène (film, 1980)
Pour plus de détails, voir Fiche technique et Distribution.
La Petite Sirène est un film français réalisé par Roger Andrieux, sorti en 1980.

## Synopsis
Isabelle a 14 ans. Elle vit dans une famille de la grande bourgeoisie parisienne où elle ne se sent pas à sa place.
Après avoir lu La Petite Sirène d'Andersen, elle décide de vivre la même aventure.
Un jour elle se fait siffler par Georges, simple garagiste. Il n'en faudra pas plus pour qu'elle fasse de ce dernier le prince de son histoire.

## Fiche technique
- Titre : La Petite Sirène
- Réalisation : Roger Andrieux
- Scénario : Roger Andrieux, d'après le roman d'Yves Dangerfield
- Photographie : Robert Alazraki
- Son : Dominique Hennequin et Pierre Lorrain
- Costumes : Christian Gasc
- Décors : Jean-Baptiste Poirot
- Musique : Alain Jomy
- Montage : Kenout Peltier
- Sociétés de production : Apple Films - Les Productions Jacques Roitfeld - FR3 Cinéma - Société Les Lyons - Stephan Films
- Pays d'origine :  France
- Durée : 105 minutes
- Date de sortie : France, 20 août 1980

## Distribution
- Philippe Léotard : Georges
- Laura Alexis : Isabelle
- Évelyne Dress : Nelly
- Marie Dubois : Bénédicte
- Marianne Winquist : Véronique
- Diane Sorelle : Claire
- Jean Franval : Harcour, le patron du garage
- François Dyrek : Un ami de Georges
- André Penvern : Un ami de Georges
- Nicole Vassel : Une amie de Georges
- Manuela Gourary : Une amie de Georges
- Louis Navarre : Le maître d'hôtel huppé
- Pierre Frag : Robert, le serveur
- Maurice Travail : L'homme entreprenant dans le métro
- Jacques Blot : Le mécanicien
- Louis Julien : L'agent de police
- Denise Bailly : La vieille dame